# Банська-Нижня
Банська-Нижня (пол. Bańska Niżna) — село в Польщі, у гміні Шафляри Новотарзького повіту Малопольського воєводства.
Населення — 1214 осіб (2011).
У 1975-1998 роках село належало до Новосондецького воєводства.

## Демографія
Демографічна структура станом на 31 березня 2011 року:
|          | Загалом | Допрацездатний вік | Працездатний вік | Постпрацездатний вік |
| -------- | ------- | ------------------ | ---------------- | -------------------- |
| Чоловіки | 613     | 159                | 404              | 50                   |
| Жінки    | 601     | 155                | 340              | 106                  |
| Разом    | 1214    | 314                | 744              | 156                  |